# Guyot simple
Pour les articles homonymes, voir Guyot.

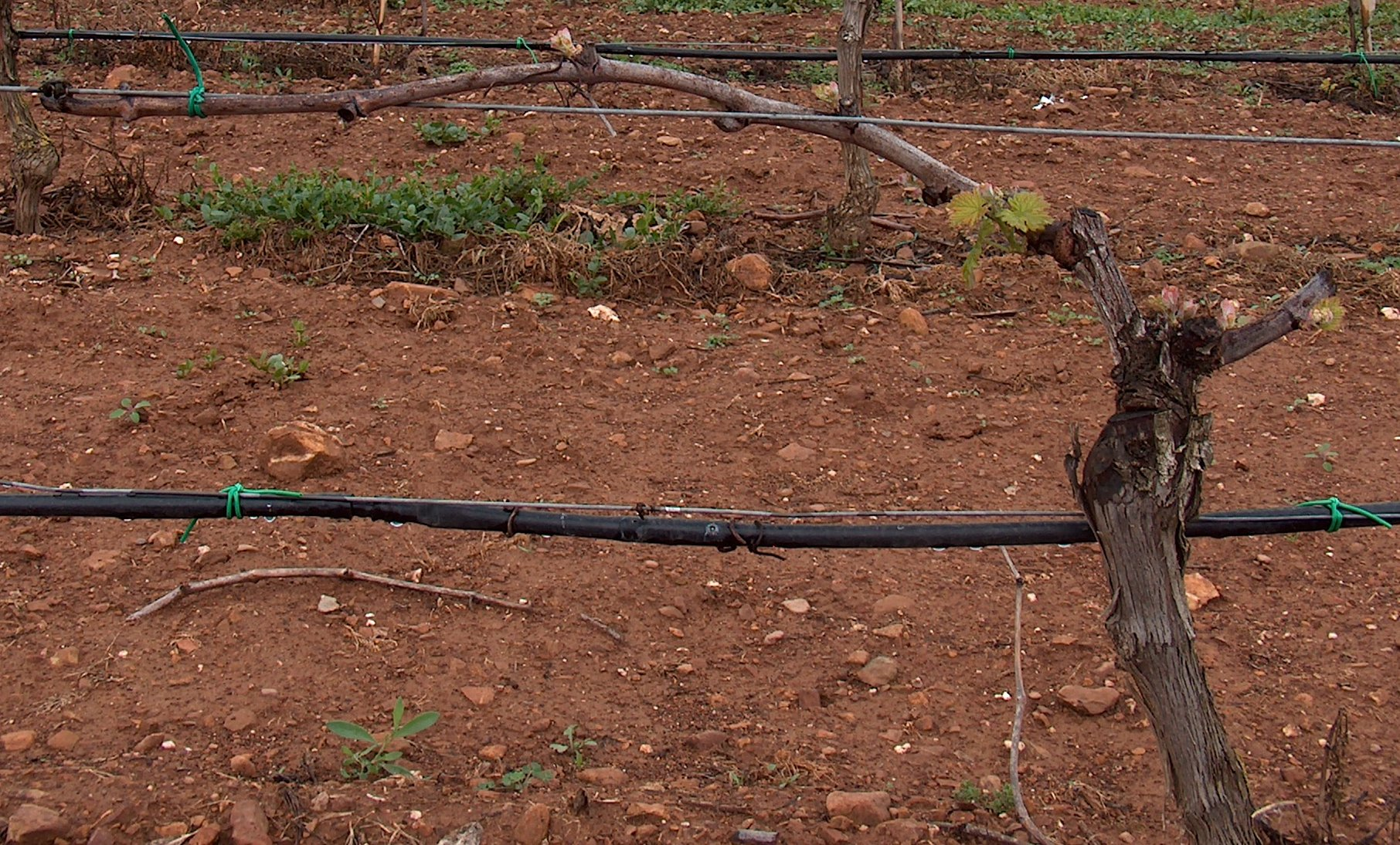
Vigne taillée en Guyot simple

Le Guyot simple est un type de taille longue utilisée dans certains vignobles. Il est formé d'une baguette horizontale fructifère, avec 4 à 12 yeux. Il existe les tailles en Guyot double et en Guyot poussard.

## Histoire
La taille en Guyot porte le nom du docteur Jules Guyot qui popularisa cette taille en France au XIXe siècle.
Lors de son périple dans la France agricole du Second Empire, il a observé les pratiques locales de chaque région et créé un mode de taille simple destiné à augmenter la production et à simplifier le travail de taille. 

## Utilisation

### Géographie
En Bourgogne, c'est l’une des deux tailles majoritaires, avec la taille Cordon de Royat.
Elle est également pratiquée dans de nombreuses régions du monde.

## Formation
Lors de la taille, on laisse un sarment de l’année n, qui sera la baguette de l’année n+1, et on laisse un courson de rappel plus bas, qui servira à former la baguette de l’année n+2.

## Conduite
La conduite doit permettre de respecter les flux de sève, une répartition latérale de la végétation, et la possibilité de rajeunir le cep avec les coursons de rappel.

Guyot simple avant la taille
Guyot simple après la taille